# Gastronomía del Imperio otomano
La gastronomía otomana estaba muy influida por los territorios y las poblaciones que comprendía. Se la considera precursora de la actual gastronomía de Turquía. Es conocida por sus características puente entre la cocina persa, árabe y cocina india, y se puede decir que se encuentra entre las cocinas de origen mediterráneo debido no solo a la posición geográfica del país sino que tiene en común con las otras gastronomías un predominio de las verduras y del aceite de oliva en la mayoría de sus platos. 

## Características
Se caracteriza por emplear una gran diversidad de ingredientes en la elaboración de sus platos, se puede decir que casi todos ellos son muy equilibrados desde el punto de vista nutricional, por ejemplo se mezclan muy bien las carnes con los arroces, mezclas muy sabias que tuvieron su origen en el apogeo del imperio otomano (1453-1650) cuando se extendió desde Europa y Egipto. 
La gastronomía del imperio otomano tuvo también funciones para la dispersión y divulgación de ciertos alimentos que se iban encontrando en otros países, un ejemplo claro es el de la bebida boza que se puede encontrar en diversos países que estuvieron dentro del área de influencia de dicho imperio. 